# فرناندا هیدالگو
فرناندا هیدالگو (انگلیسی: Fernanda Hidalgo؛ زادهٔ ۴ مهٔ ۱۹۹۸) بازیکن فوتبال اهل شیلی است.
وی همچنین در تیم ملی فوتبال زنان شیلی بازی کرده‌است.